# Villa Bönnhoff

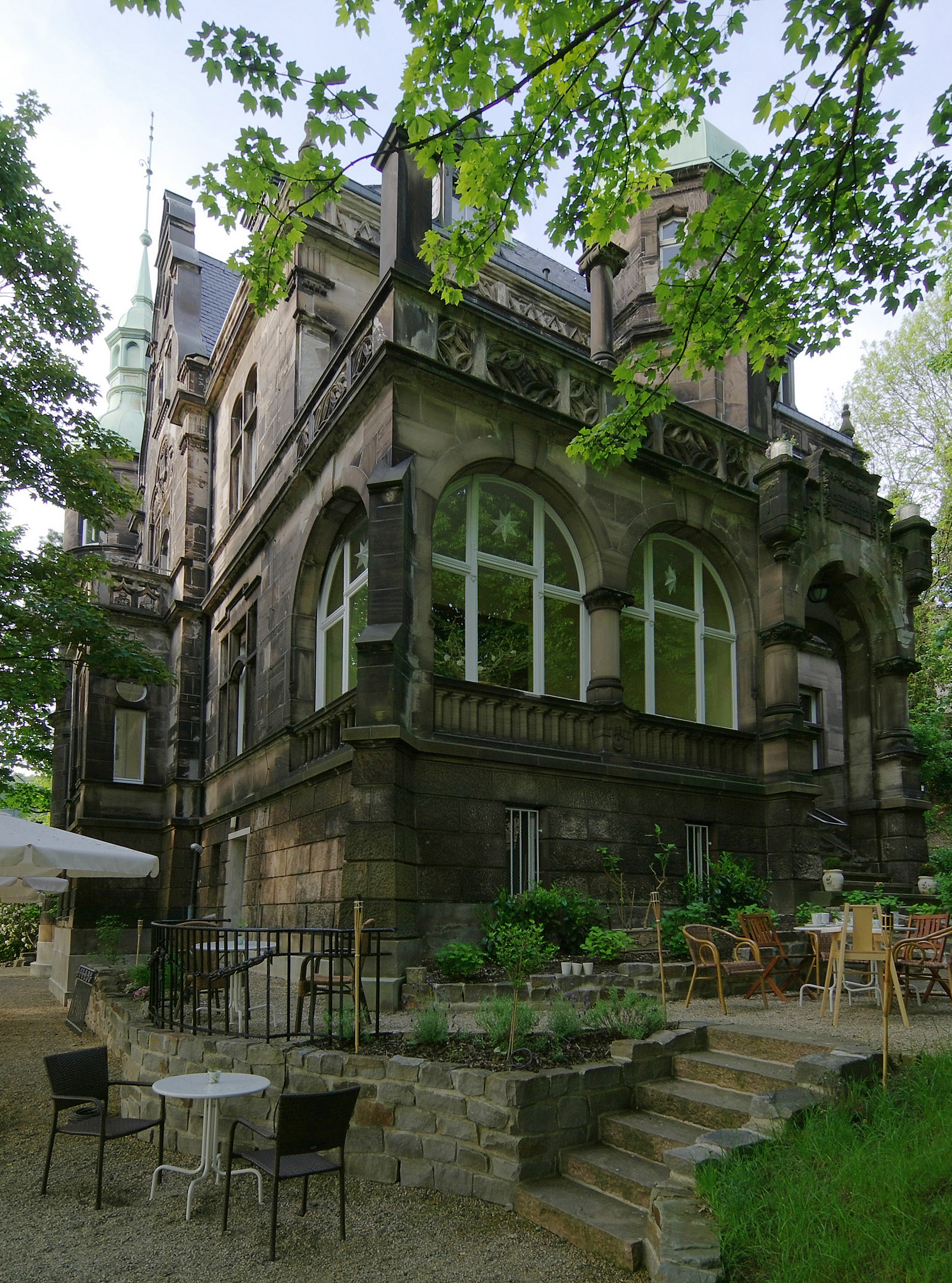
Villa Bönnhoff

Die Villa Bönnhoff ist eine ehemalige Unternehmervilla in Wetter an der Ruhr, Kaiserstraße 51. Das Gebäude liegt in Alt-Wetter in geringer Entfernung zur damaligen Fabrik der Familie Bönnhoff, in Hanglage mit Blick ins Ruhrtal. Es ist ein Standort der Route der Industriekultur und steht unter Denkmalschutz.

## Geschichte
Die Villa wurde 1901–1902 für den Gießereibesitzer Carl Bönnhoff nach Plänen des Elberfelder Architekten Rudolf Plies errichtet.
Nach dem Zweiten Weltkrieg wurde das Gebäude von der britischen Armee genutzt und ging später in städtischen Besitz über. Zwischen 1976 und 2007 betrieb die Stadt Wetter hier ein Jugendzentrum. 
1984 wurde die Villa als Baudenkmal Nr. 26 in der Denkmalliste von Wetter eingetragen.
2007 wurde das Gebäude an einen privaten Investor verkauft, der die Villa aufwändig restaurierte und darin seit 2009 ein Café betreibt, in dem auch Kulturveranstaltungen wie Lesungen oder Ausstellungen stattfinden. 
2018 gab die Betreiberin bekannt, dass der Betrieb für eine persönliche Auszeit pausiert. Ob das Café wieder öffnet, ist nicht bekannt.